# No time No place
『No time No place』 は、2004年に製作された日本のインディーズ映画。監督は大石和世。40分。
2005年10月9日、第1回香川レインボー映画祭10月9日にて上映された。
また2007年4月15日、第1回アジアンクィア映画祭でジャパン・クイア・インディーズとして、iri監督により製作された『その月が満ちるまで』と同時上映された。

## ストーリー
主人公、里美はコンプレックスの塊で、仕事にも恋にも積極的になれずにいた。小説を書くのが唯一の趣味だったが、ある日それもやめる決意をする。その直後、飼っていた猫の碧（みどり）が失踪してしまう。公園を捜す里美の前に突然現れた謎の女性、彼女の名前もまた碧（みどり）だった。

## キャスト
- 里美
- 碧（みどり）